# Rapina alla banca di Tiflis nel 1907
La Rapina alla banca di Tiflis nel 1907, nota anche come esproprio di Piazza Erivansky fu una rapina a mano armata avvenuta il 26 giugno 1907 nella città di Tiflis (odierna Tbilisi, capitale della Georgia) nel Governatorato di Tbilisi nel Vicereame del Caucaso dell'Impero russo. Un gruppo bolscevico, per finanziare le proprie attività rivoluzionarie, "espropriò" una spedizione di contanti ad una banca. I rapinatori attaccarono una diligenza bancaria, e la scorta formata da poliziotti e soldati, usando bombe e armi da fuoco mentre la carrozza stava trasportando denaro attraverso Piazza Erivansky (l'attuale Piazza della Libertà) tra l'ufficio postale e la filiale di Tiflis della Banca statale dell'Impero Russo. Nell'attacco rimasero uccise quaranta persone e altre cinquanta restarono ferite, secondo i documenti d'archivio ufficiali. I rapinatori si dileguarono con 241 000 rubli.
La rapina fu organizzata da alcuni bolscevichi di alto rango, tra cui Vladimir Lenin, Iosif Stalin, Maxim Litvinov, Leonid Krasin, e Alexander Bogdanov; ed eseguita da una squadra di rivoluzionari guidata dal sodale della prima ora di Stalin, Simon Ter-Petrosian, conosciuto anche quale "Kamo" e "il Robin Hood del Caucaso". Dato che attività del genere erano state esplicitamente proibite dal V Congresso del Partito Operaio Socialdemocratico Russo solo poche settimane prima, la sanguinosa rapina suscitò sdegno nel POSDR (di cui i bolscevichi costituivano una fazione). Di conseguenza, Lenin e Stalin cercarono di prendere le distanze dalla rapina.
Gli eventi connessi a questo fatto e a rapine simili divisero la dirigenza bolscevica, contrapponendo Lenin a Bogdanov e Krasin. Malgrado il successo della rapina e l’ingente somma derivatane, i bolscevichi non poterono usare quasi nessuna delle grosse banconote sottratte, poiché la polizia ne aveva annotato i numeri di serie. Lenin concepì un piano secondo cui vari individui avrebbero cambiato le banconote di grosso taglio recandosi in diverse località in giro per l'Europa nel gennaio 1908, ma questa strategia fallì, causando numerosi arresti, notorietà mondiale, e reazioni negative da parte dei socialdemocratici in altri Paesi europei.
Kamo fu preso in Germania poco dopo il colpo, ma riuscì ad evitare un processo penale simulando la pazzia per più di tre anni. Trovò il modo di evadere dall'ospedale psichiatrico dov'era ristretto, ma fu ricatturato due anni dopo mentre progettava un'altra rapina. Kamo fu quindi condannato a morte per i suoi delitti, tra cui la rapina del 1907, ma la sentenza venne commutata in ergastolo; venne rilasciato dopo la Rivoluzione russa del 1917. Nessuno degli altri principali partecipanti o organizzatori della rapina fu mai portato a giudizio. Dopo la morte di Kamo nel 1922, gli fu dedicato un monumento presso la Piazza Erivansky nei Giardini Puškin, e Kamo vi trovò sepoltura. Successivamente il monumento fu rimosso, ed anche i resti di Kamo furono portati altrove.

## Antefatto

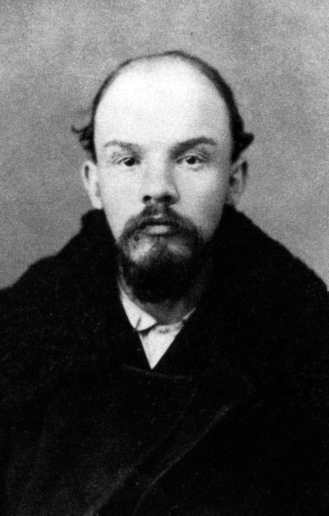
Foto segnaletica di V. I. Lenin, dicembre 1895

Il Partito Operaio Socialdemocratico Russo (POSDR), predecessore del Partito Comunista dell'Unione Sovietica, si costituì nel 1898. L'obiettivo del POSDR era realizzare una rivoluzione proletaria marxista contro l'Impero russo. Nell'ambito della loro attività rivoluzionaria, POSDR e altri gruppi rivoluzionari (come anarchici e Socialisti Rivoluzionari) praticavano una serie di operazioni militanti, tra cui gli "espropri", un eufemismo per rapine a mano armata di ricchezze governative o private per sostenere attività rivoluzionarie.
Dal 1903 in poi, il POSDR si divise in due gruppi principali: i bolscevichi e i menscevichi. Dopo la repressione della Rivoluzione del 1905, il POSDR tenne il suo V Congresso tra maggio e giugno 1907 a Londra, con l'auspicio di appianare i dissidi tra bolscevichi e menscevichi. Una questione che ancora separava i due gruppi era la divergenza delle rispettive opinioni sulle attività militanti, e segnatamente sugli "espropri". I bolscevichi più militanti, guidati al V Congresso da Vladimir Lenin, sostenevano che dovesse continuare la pratica delle rapine, mentre i menscevichi propugnavano un approccio alla rivoluzione più pacifico e graduale, e avversavano le operazioni militanti. Il V Congresso approvò una risoluzione che condannava partecipazione o concorso ad attività militanti — "espropri" compresi — in quanto "disorganizzanti e demoralizzanti", e auspicava lo scioglimento di tutte le milizie di partito. La risoluzione ottenne il 65 per cento di voti favorevoli, e il 6 per cento contrari (altri si astennero o non votarono); il fronte del consenso abbracciava tutti i menscevichi, più qualche bolscevico.
Malgrado che il partito all'unanimità proibisse i comitati separati, durante il V Congresso i bolscevichi elessero il loro organismo di governo, chiamato il Centro Bolscevico, all'insaputa del rimanente POSDR. Il Centro Bolscevico era capeggiato da un "Gruppo Finanza" consistente di Lenin, Leonid Krasin e Alexander Bogdanov. Tra altre attività di partito, all'epoca del V Congresso la dirigenza bolscevica aveva già progettato alcuni "espropri" e attendeva un'importante rapina a Tiflis, che accadde solo poche settimane dopo la conclusione del V Congresso.

## Preparazione

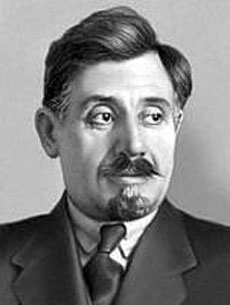
"Kamo" (Simon Ter-Petrosian) nel 1922

Prima che il V Congresso si riunisse, i vertici bolscevichi tennero un incontro a Berlino nel 1907 per discutere l'attuazione di una rapina con cui reperire fondi per l'acquisto di armi. Parteciparono Lenin, Stalin, Krasin, Bogdanov e Litvinov. Il gruppo decise che Stalin, all'epoca conosciuto con il suo originario nom de guerre Koba, e l'armeno Ter-Petrosian, detto Kamo, organizzassero una rapina bancaria nella città di Tiflis.
Il ventinovenne Stalin viveva a Tiflis con la moglie Ekaterina Svanidze, dalla quale aveva appena avuto il suo primogenito Jakov. Stalin era pratico nell'organizzazione di rapine, e grazie a queste imprese si era imposto quale principale finanziatore del centro. Kamo, quattro anni più giovane di Stalin, aveva la fama di spietato; in un momento successivo della sua vita, avrebbe strappato il cuore ad un uomo. Al tempo della trama, Kamo gestiva un'organizzazione criminale chiamata "la Cricca". Stalin diceva che Kamo era "un maestro dei travestimenti", e Lenin chiamava Kamo il suo "bandito caucasico". Stalin era cresciuto assieme a Kamo, e lo aveva convertito al marxismo.
Dopo l'incontro di aprile, Stalin e Litvinov si recarono a Tiflis per informare Kamo dei piani ed organizzare il colpo. Secondo The Secret File of Joseph Stalin: A Hidden Life di Roman Brackman, mentre Stalin si adoperava con i bolscevichi per organizzare attività criminali, fungeva anche da informatore dell'Ochrana, la polizia segreta russa. Brackman asserisce che quando il gruppo ritornò a Tiflis, Stalin avvisò il suo contatto dell'Ochrana, agente Mukhtarov, sui piani della rapina e promise di fornire all'Ochrana più informazioni in un secondo momento. Ad ogni modo, Geoffrey Roberts ha definito l'affermazione di Brackman una "teoria del complotto" ed ha ulteriormente osservato che gli elementi di prova addotti da Brackman a sostegno delle proprie ipotesi sono indiziari e congetturali.
A Tiflis Stalin iniziò a pianificare la rapina. Stabilì un contatto con due individui ben informati sulle procedure della Banca statale: un bancario di nome Gigo Kasradze ed un vecchio compagno di scuola di Stalin di nome Voznesensky addetto all'ufficio postale bancario di Tiflis. Voznesensky dichiarò in seguito che aveva collaborato al furto perché affascinato dalla romantica poeticità di Stalin. La posizione lavorativa di Voznesensky gli dava accesso ad un programma segreto che mostrava i momenti in cui i soldi sarebbero stati trasferiti via diligenza alla filiale di Tiflis della Banca statale. Voznesensky avvisò Stalin che la banca avrebbe ricevuto un'ingente somma di denaro su una vettura a trazione animale il 26 giugno 1907.
Krasin contribuì a costruire bombe da usare nell'attacco alla diligenza. La banda di Kamo insinuò le bombe nella banca di Tiflis nascondendole in un divano. Appena qualche settimana prima della rapina, Kamo fece accidentalmente esplodere una bomba tentando di installare la miccia. La deflagrazione lo ferì gravemente ad un occhio, lasciandogli una cicatrice permanente. Kamo fu costretto a letto per un mese per l'intenso dolore, e neppure il giorno della rapina si era ripreso del tutto.

## Giorno della rapina

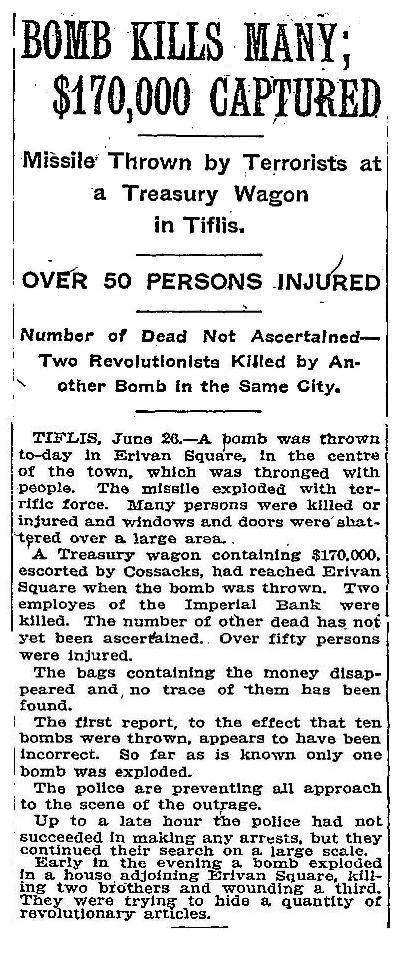
Articolo del New York Times, 27 giugno 1907.

Il giorno della rapina, 22 giugno 1907, i 20 organizzatori, tra cui Stalin, si ritrovarono presso Piazza Erivansky (appena due minuti dal seminario, banca e palazzo del viceré) per mettere a punto i loro piani, e dopo l'incontro, andarono ai loro posti prefissati in preparazione dell'attacco. Le autorità russe si erano rese conto che i rivoluzionari stavano progettando qualche grande azione a Tiflis, ed avevano aumentato la presenza di forze di sicurezza nella piazza principale; poco prima della rapina, erano state avvertite e stavano sorvegliando ogni crocevia di Piazza Erivansky. Per ovviare all'aumentata vigilanza, i membri della banda individuarono gendarmi e poliziotti prima della rapina e furono poste delle vedette in punti sopraelevati per osservare la piazza.
I banditi si travestirono per lo più da contadini ed attesero ai crocicchi con rivoltelle e bombe a mano. A differenza degli altri, Kamo assunse le apparenze di un capitano di cavalleria e giunse in piazza su un phaeton, un tipo di carrozza aperta.
I malfattori presero possesso della taverna Tilipuchuri, di fronte alla piazza, per essere pronti alla rapina. Un testimone, David Sagirashvili, dichiarò in seguito che stava passando per Piazza Erivansky quando il suo amico Bachua Kupriashvili, poi risultato uno dei complici, lo invitò nella taverna pregandolo di rimanere. Una volta entrato, Sagirashvili comprese che degli uomini armati impedivano alle persone di andarsene. Quando ricevettero il segnale che la diligenza bancaria era prossima alla piazza, gli armati uscirono dall'edificio a pistole spianate.
La filiale di Tiflis della Banca statale dell'Impero Russo aveva stabilito di trasportare fondi tra l'ufficio postale e la Banca statale mediante una diligenza trainata da cavalli. Nella diligenza stavano i soldi, due guardie con fucili, un cassiere di banca, e un contabile di banca. Un phaeton carico di soldati armati seguiva la diligenza, e cosacchi a cavallo scortavano le carrozze affiancandole da ogni direzione.

### Attacco

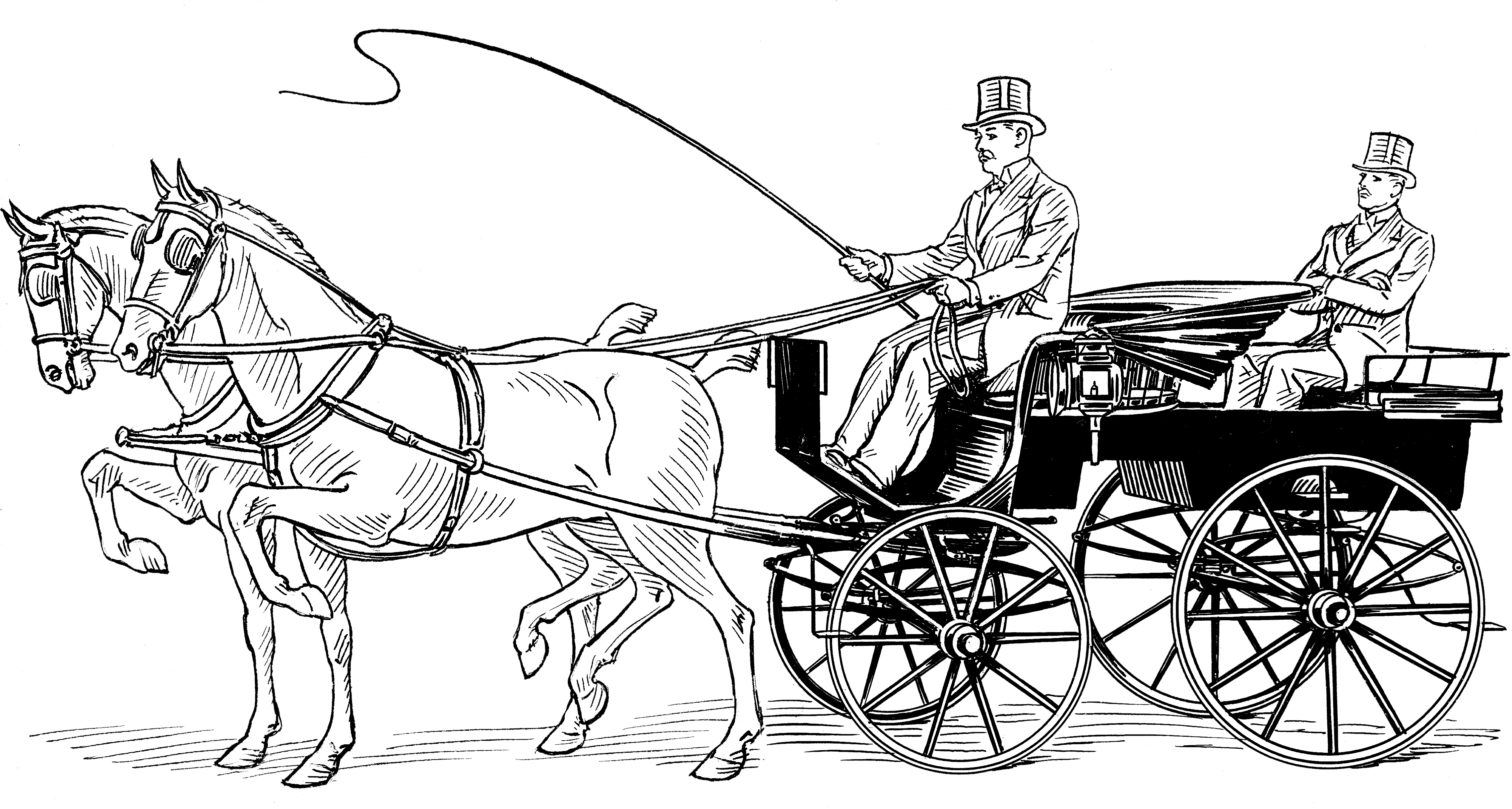
Un tipico phaeton, come quello usato nella rapina

La diligenza attraversò la piazza affollata verso le 10:30. Kupriashvili diede il segnale, e i rapinatori colpirono le carrozze con bombe a mano, uccidendo molti dei cavalli e delle guardie, e iniziarono a sparare al personale di sicurezza che sorvegliava la diligenza e la piazza. Furono tirate bombe da tutte le direzioni. Il giornale georgiano Isari riferì: "Nessuno poteva dire se la terribile sparatoria fosse il rombo di cannoni o esplosione di bombe … Il rumore causò panico ovunque … quasi per tutta la città, la gente iniziò a correre. Carrozze e carri si allontanavano al galoppo". Gli scoppi furono così forti da abbattere camini nelle vicinanze e rompere ogni lastra di vetro nel raggio di un chilometro e mezzo. Ekaterina Svanidze, moglie di Stalin, stava ad un balcone della loro casa vicina alla piazza con la sua famiglia e un figlioletto. Quando udirono le esplosioni, si precipitarono in casa terrorizzati.
Uno dei cavalli feriti imbrigliati nella diligenza della banca si imbizzarrì, trascinando con sé la diligenza, inseguito da Kupriashvili, Kamo e un altro rapinatore, Datiko Chibriashvili. Kupriashvili lanciò una bomba che dilaniò le zampe del cavallo, ma egli stesso rimase investito dall'esplosione, e fu scaraventato al suolo tramortito. Kupriashvili riprese conoscenza e scivolò via dalla piazza prima che arrivassero rinforzi di polizia e militari. Chibriashvili scippò i sacchi di denaro dalla diligenza mentre Kamo arrivò sparando con la sua pistola, poi assieme ad un altro rapinatore buttarono il denaro nel phaeton di Kamo. A causa della fretta, abbandonarono per una svista ventimila rubli, in parte intascati da uno dei conducenti della diligenza, che in seguito fu arrestato per il furto.

### Fuga e conseguenze

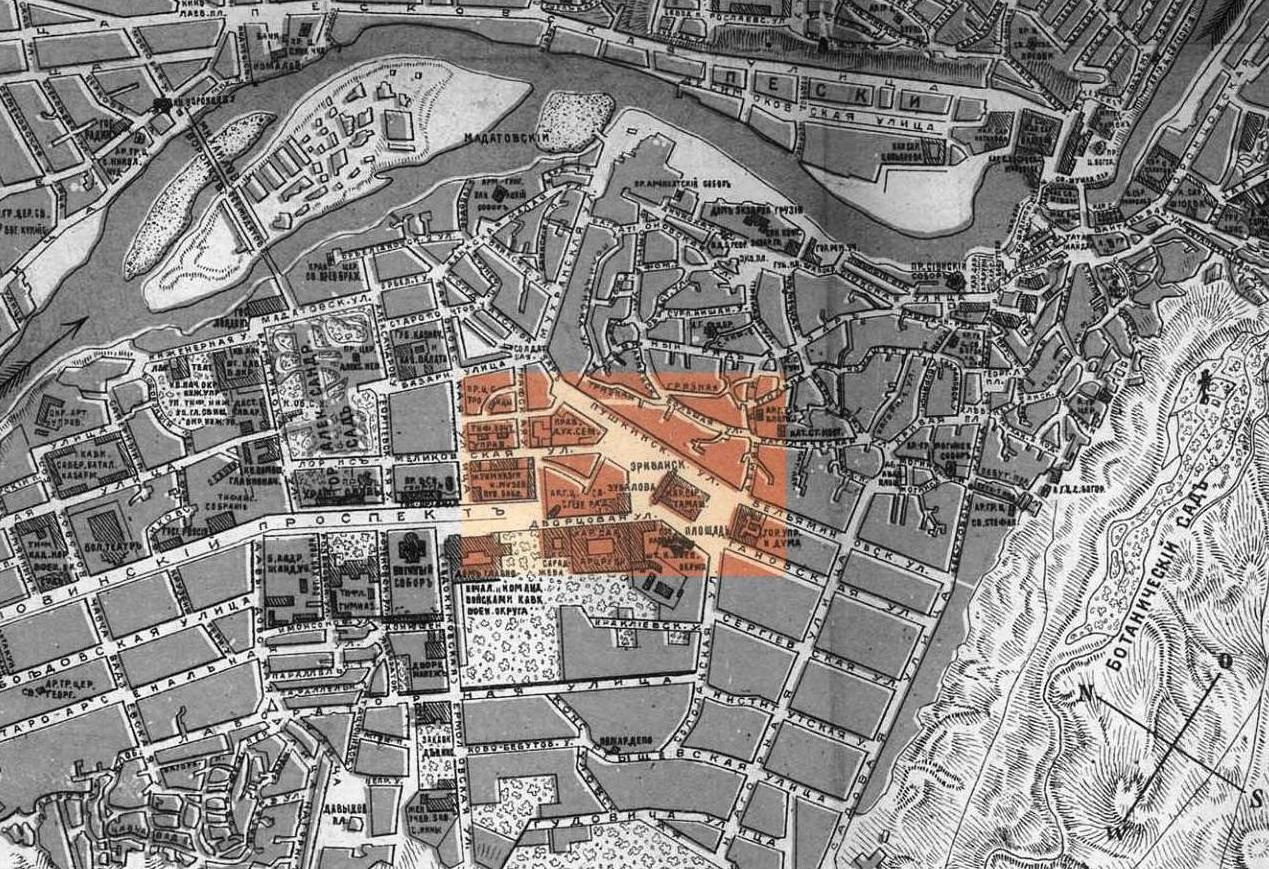
Un frammento della mappa di Tiflis del 1913, con Piazza Erivansky e le strade adiacenti in evidenza

Messo al sicuro il denaro, Kamo si allontanò al galoppo dalla piazza; incontrando una carrozza della polizia, finse di essere un capitano di cavalleria, gridando, "Il denaro è salvo. Correte in piazza." L'agente sulla carrozza obbedì, comprendendo solo più tardi di essere stato beffato da un rapinatore in fuga. Kamo poi si diresse al covo della banda dove si cambiò dall'uniforme. Tutti gli altri rapinatori si dispersero alla svelta, e non ne fu catturato alcuno.
Uno dei rapinatori, Eliso Lominadze, rubò un'uniforme da insegnante per camuffarsi e ritornò in piazza ad osservare la strage. Cinquanta vittime giacevano ferite nella piazza assieme ai cadaveri di persone e cavalli. Le autorità dichiararono che erano morte solo tre persone, ma documenti negli archivi dell'Ochrana rivelano che il numero vero era di circa quaranta.
La Banca statale non sapeva con certezza quanto avesse perso con la rapina, ma le stime migliori si aggiravano sui 341 000 rubli, corrispondenti a circa 3,4 milioni di dollari nel 2008. Circa 91 000 rubli erano in banconote non tracciabili di piccolo taglio, e il resto era in grossi biglietti da 500 rubli che erano difficili da cambiare poiché la polizia ne conosceva i numeri di serie.

### Ruolo di Stalin

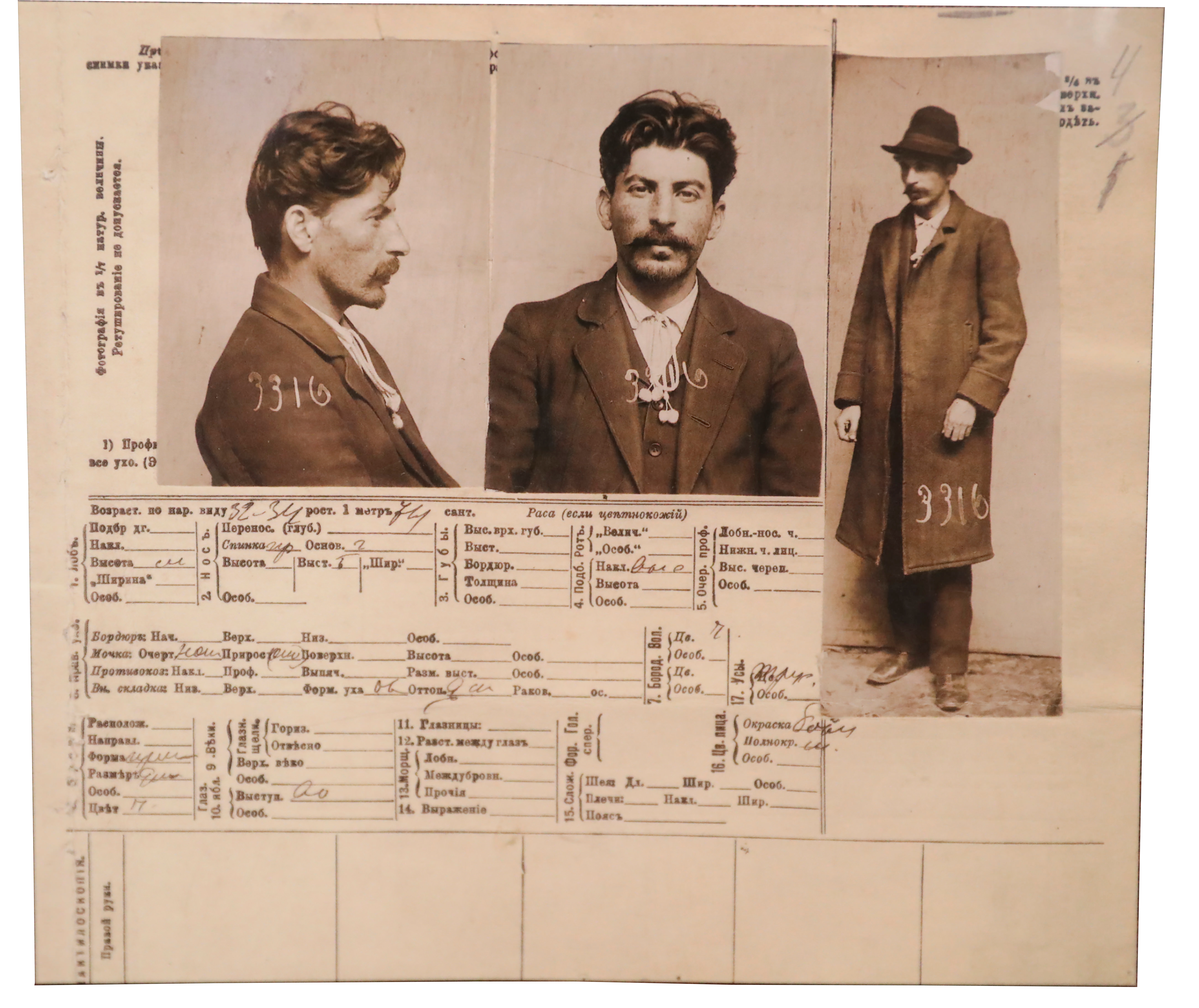
Scheda informativa su "I. V. Stalin", dagli archivi della polizia segreta zarista a San Pietroburgo, 1911

Le azioni precise di Stalin nel giorno della rapina sono sconosciute e controverse. Una fonte, P. A. Pavlenko, affermò che Stalin aveva proprio attaccato la carrozza ed era rimasto ferito da un frammento di bomba. Kamo successivamente dichiarò che Stalin non aveva avuto parte attiva nella rapina e l'aveva guardata tenendosi in disparte. Un'altra fonte asserì in un rapporto di polizia che Stalin "osservò la spietata carneficina, fumando una sigaretta, dal cortile di un palazzo." Un'altra fonte vuole che Stalin in realtà non si trovasse in piazza durante la rapina, ma alla stazione ferroviaria. La cognata di Stalin dichiarò che Stalin rientrò a casa la sera della rapina e raccontò il suo successo alla famiglia.
Il ruolo di Stalin fu poi messo in discussione da i suoi compagni rivoluzionari Boris Nicolaevsky e Lev Trockij. Quest'ultimo divenne rivale di Stalin, che ne ordinò l'assassinio. Nel suo libro Stalin: una valutazione dell'uomo e della sua influenza, Trockij analizzò molte pubblicazioni che descrivevano l'esproprio di Tiflis ed altre coeve attività militanti bolsceviche, concludendo, "Altri combatterono; Stalin li coordinò da lontano". In generale, stando a Nicolaevsky, "Il ruolo giocato da Stalin nelle attività del gruppo di Kamo venne successivamente esagerato". Kun scoprì poi documenti ufficiali d'archivio che in ogni modo dimostravano che "dalla fine del 1904 o dai primi del 1905 Stalin partecipò nel redigere piani di espropri", aggiungendo, "Adesso è certo che [Stalin] controllava da dietro le quinte i piani iniziali del gruppo" che eseguì la rapina di Tiflis.

## Reazione e indagini delle forze dell'ordine

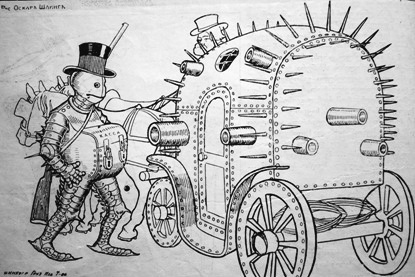
"Equipaggiamento necessario per il trasferimento di denaro", vignetta di Oscar Schmerling nella stampa georgiana, 1906

La rapina riempì i titoli dei giornali di tutto il mondo: "Pioggia di bombe: rivoluzionari seminano distruzione tra le masse" nel Daily Mirror di Londra, "Attentato di Tiflis" su The Times di Londra, "Catastrofe!" su Le Temps di Parigi, e "Bomba uccide molte persone; rubati 170 000 $" su The New York Times.
Le autorità mobilitarono l'esercito, chiusero strade, e circondarono la piazza sperando di recuperare il denaro e catturare i criminali. Fu impiegata un'unità investigativa speciale per guidare le indagini di polizia. Sfortunatamente per gli investigatori, le testimonianze erano confuse e discordanti, e le autorità non sapevano a chi attribuire la responsabilità del misfatto. Furono sospettati i socialisti polacchi, gli armeni, gli anarchici, i social-rivoluzionari, perfino lo stesso Stato russo.
Secondo Brackman, parecchi giorni dopo la rapina l'agente dell'Ochrana Mukhtarov interrogò Stalin in un appartamento segreto. Gli agenti avevano sentito dire che Stalin era stato visto assistere passivamente alla rapina. Mukhtarov chiese a Stalin perché non lo avesse informato in proposito, e Stalin dichiarò che aveva fornito adeguate informazioni alle autorità perché impedissero il furto. L'interrogatorio degenerò in un'accesa discussione; Mukhtarov colpì Stalin in faccia ed altri agenti Ochrana furono costretti a trattenerlo. Dopo questo fatto, Mukhtarov fu sospeso dall'Ochrana, e a Stalin fu ordinato di lasciare Tiflis e recarsi a Baku per attendere una decisione sul caso. Stalin partì da Baku con 20 000 rubli provenienti dal bottino del luglio 1907. Benché Brackman sostenga di aver scoperto le prove di questo fatto, la questione se Stalin collaborasse con l'Ochrana nei suoi anni giovanili è stata dibattuta dagli storici per molti decenni, e non ha ancora trovato soluzione.

## Spostamento del denaro e arresto di Kamo
I proventi della rapina furono in origine tenuti nella casa di amici di Stalin a Tiflis, Mikha e Maro Bochoridze. Il denaro fu cucito in un materasso in modo che potesse essere mosso e conservato facilmente senza destare sospetto. Il materasso fu trasferito in un'altra casa sicura, poi ancora collocato nel divano del direttore all'osservatorio meteorologico di Tiflis, forse perché vi aveva lavorato Stalin. Alcune fonti affermano che Stalin stesso avesse collaborato per mettere i soldi nell'osservatorio. Il direttore dichiarò di non aver mai saputo che la refurtiva fosse stata celata sotto il suo tetto.
Alla fina una gran quantità di refurtiva fu trasferita da Kamo, che la portò da Lenin in Finlandia, all'epoca appartenente all'Impero russo. Kamo passò i restanti mesi estivi soggiornando con Lenin nella sua dacia. L'autunno successivo, Kamo andò a Parigi e in Belgio per comprare armi e munizioni; in Bulgaria per comprare 200 detonatori. In seguito andò a Berlino e consegnò ad un famoso medico bolscevico, Yakov Zhitomirsky, una lettera di Lenin che gli chiedeva di curare l'occhio di Kamo, non del tutto guarito dalla ferita procurata dalla bomba. Lenin non sapeva che Zhitomirsky era un agente segreto del governo russo; egli prontamente avvisò l'Ochrana, che a sua volta chiese alla polizia di Berlino di arrestare Kamo. Nel catturarlo, la polizia tedesca rinvenne un falso passaporto austriaco ed una valigia con i detonatori, che progettava di usare in un'altra grande rapina bancaria.

## Incasso delle banconote segnate

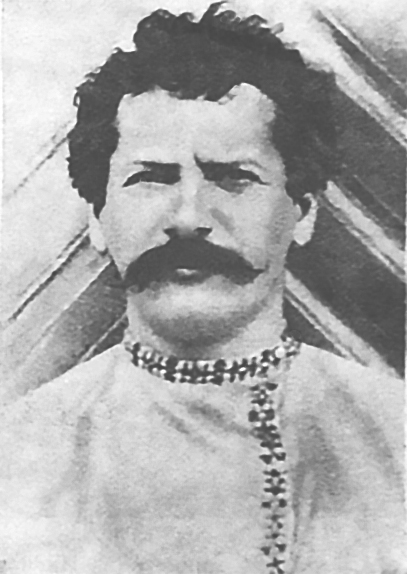
Maxim Litvinov nel 1902

Appreso dell'arresto di Kamo, Lenin temette di poter fare la stessa fine e fuggì con sua moglie dalla Finlandia. Per evitare di essere seguito, Lenin camminò per 5 km di notte su un lago ghiacciato fino a raggiungere un piroscafo in un'isola vicina. Nella marcia sul ghiaccio, Lenin e i suoi due compagni quasi annegò per un cedimento della lastra sotto i loro piedi; Lenin ammise in seguito che sarebbe sembrato "un modo stupido di morire". Lenin e sua moglie fuggirono e si diressero in Svizzera.
Le banconote non contrassegnate erano facili da spendere, ma i codici seriali delle banconote da 500 rubli erano noti alle autorità, rendendole impossibili da negoziare in banche russe. Alla fine del 1907, Lenin decise di cambiare i biglietti residui da 500 rubli all'estero. Krasin fece contraffare dal suo falsario alcuni numeri di serie. Duecento di queste banconote furono portate all'estero da Martyn Lyadov (erano state cucite dentro al suo gilet dalle mogli di Lenin e Bogdanov nel quartier generale di Lenin a Kuokkala). Il piano di Lenin prevedeva che vari soggetti cambiassero simultaneamente le banconote rubate da 500 rubli in numerose banche di tutta Europa. Zhitomirsky sentì parlare del piano e lo riferì all'Ochrana, che contattò le polizie di tutta Europa chiedendo di far arrestare chiunque avesse provato a presentare alle casse le banconote.
Nel gennaio 1908 furono arrestate diverse persone che tentavano di cambiare le banconote. Il New York Times riferì di una donna che, avendo provato ad incassare uno dei biglietti da 500 rubli contrassegnati, all'arrivo della polizia tentò di ingoiare la prova dei suoi piani per ricongiungersi ai complici; ma la polizia le impedì di ingerire la carta prendendola alla gola, recuperò il foglietto, e poi arrestò il complici alla stazione ferroviaria. Il più importante tra gli arrestati era Maxim Litvinov, preso mentre stava salendo in treno con la sua amante alla Gare du Nord con dodici dei biglietti da 500 rubli che intendeva cambiare a Londra. Il Ministro della giustizia francese espulse Litvinov e la sua amante dal territorio francese, irritando il governo russo, che aveva richiesto l'estradizione. Ufficialmente il governo francese dichiarò che la richiesta russa di estradizione era stata presentata troppo tardi, ma secondo certe ricostruzioni aveva negato l'estradizione perché i socialisti francesi fecero pressioni politiche per ottenerne il rilascio.
Nadežda Krupskaja, la moglie di Lenin, così commenta nelle sue memorie:
 Il denaro ottenuto dal colpo di Tiflis fu consegnato ai bolscevichi per scopi rivoluzionari. Ma non si poteva usare quel denaro. Era tutto in banconote da 500 rubli, che si dovevano cambiare. Non era cosa che si potesse fare in Russia, dato che le banche in questi casi hanno sempre liste delle banconote … C'era un disperato bisogno di quei soldi. E così un gruppo di compagni tentò di cambiare i biglietti da 500 rubli contemporaneamente in varie città all'estero, appena pochi anni dopo il nostro arrivo … Zhitomirsky aveva avvertito la polizia del tentativo di cambiare le banconote, e i coinvolti furono arrestati. Un membro del gruppo di Zurigo, un lettone, fu arrestato a Stoccolma, e Olga Ravich, membro del gruppo di Ginevra, che era da poco rientrata dalla Russia, fu arrestata a Monaco di Baviera con Bogdassarian e Khojamirian. Nikolai Semashko fu arrestato dopo che era stata recapitata a casa sua una cartolina postale indirizzata ad uno degli arrestati. 
Brackman afferma che malgrado gli arresti, Lenin fece continuare i tentativi di cambiare le banconote da 500 rubli e riuscì perfino a barattarne alcune con 10 000 rubli ricevuti da una sconosciuta a Mosca. Secondo Nicolaevsky, però, Lenin smise di provare a cambiare le banconote dopo gli arresti, ma Bogdanov tentò (senza riuscirvi) di cambiare qualche banconota in Nordamerica, mentre Krasin riuscì a falsificare nuovi numeri di serie e a cambiare qualche altro biglietto. Poco tempo dopo, complici di Lenin bruciarono tutte le banconote da 500 rubli che ancora possedevano.

## Processi di Kamo
[R]assegnato alla morte, assolutamente calmo. Sulla mia tomba dovrebbe già esserci dell'erba alta due metri. Non puoi sfuggire la morte per sempre. Un giorno o l'altro bisogna morire. Ma io tenterò ancora la fortuna. Tenterò ogni via di fuga. Forse rideremo ancora una volta dei nostri nemici … Io sono in catene. Fa' quello che ti pare. Sono pronto a tutto.

 — Biglietto di Kamo ad un altro carcerato nel 1912, in attesa della pena capitale.

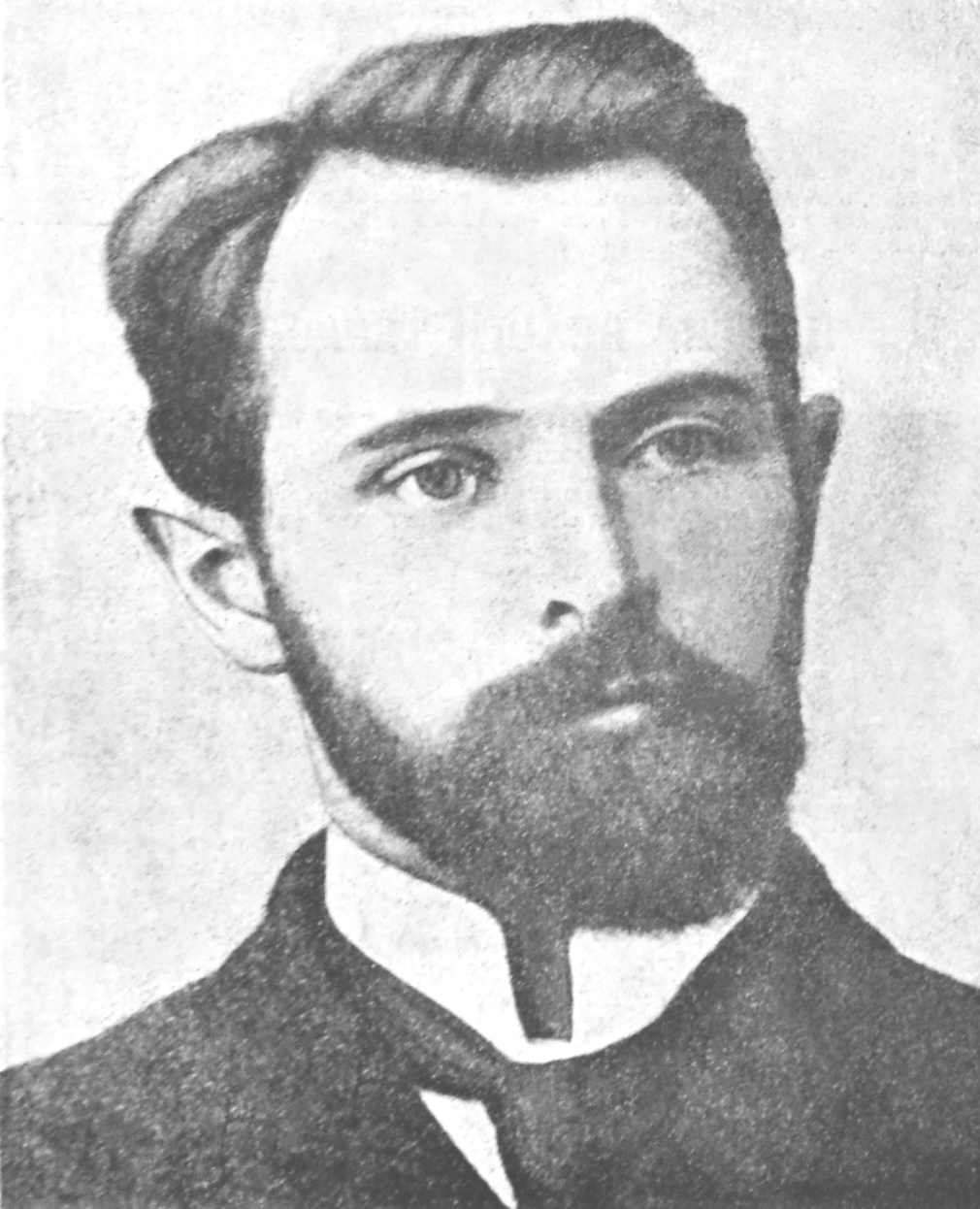
Leonid Krasin intorno al 1903

 Dopo che Kamo era stato arrestato a Berlino e stava attendendo il processo, ricevette un biglietto da Krasin attraverso il suo avvocato Oscar Kohn che gli diceva di simulare la pazzia in modo da essere dichiarato inabile ad affrontare il giudizio. Per sembrare matto, rifiutò il cibo, si strappò i vestiti, tentò di impiccarsi, si tagliò le vene, e mangiò i suoi escrementi. Per assicurarsi che non stesse fingendo il suo stato di salute, i dottori tedeschi gli infilarono degli spilli sotto le unghie, lo colpirono alla schiena con un lungo ago, e lo bruciarono con ferri roventi, ma egli non si smentì. Dopo tutte queste prove, il direttore del manicomio di Berlino scrisse nel giugno 1909 che "il convincimento che [Kamo] stia simulando la pazzia non ha alcun fondamento. È senza dubbio malato di mente, è incapace di apparire innanzi una corte, o di scontare una condanna. È estremamente dubbio che possa guarire completamente."
Nel 1909 Kamo fu estradato in Russia e incarcerato, ed anche lì continuò a fingersi matto. Nel 1910 fu processato per il suo ruolo nella rapina di Tiflis, ma egli ignorò il dibattimento e ostentatamente passò il tempo imbeccando un uccellino che aveva nascosto sotto la camicia. Il processo fu sospeso in attesa che le autorità accertassero la sua sanità mentale. La corte alla fine ritenne che egli fosse stato sano quando aveva commesso la rapina a Tiflis, ma che nel momento presente fosse malato di mente e dovesse essere ricoverato fino a che guariva. Nell'agosto 1911, dopo aver simulato la pazzia per più di tre anni, Kamo evase dal reparto psichiatrico di una prigione a Tiflis segando le sbarre della sua cella e calandosi grazie ad una corda rudimentale che aveva fabbricato.
In seguito Kamo commentò queste esperienze:

Che ti posso dire? Mi sbatterono in vari posti, mi colpirono sulle gambe e roba del genere. Uno degli uomini mi costrinse a guardarmi allo specchio. Allora vidi—non la mia immagine riflessa, ma piuttosto quella di un omuncolo smunto, scimmiesco, di aspetto raccapricciante e spaventoso, che digrignava i denti. Pensai tra me, "Forse sono davvero impazzito!" Fu un momento terribile, ma mi ripresi e sputai sullo specchio. Sai, penso che a loro piacque … Pensai davvero: "Sopravvivrò o diverrò matto veramente?" Non era una cosa buona. Non avevo fiducia in me, capisci? … [Le autorità], certo, conoscevano il loro mestiere, la loro scienza. Ma non conoscevano i caucasici. Forse ogni caucasico è folle, per quel che li riguarda. Bene, chi avrebbe fatto impazzire chi? Non si mosse nulla. Loro continuavano con le loro armi e io con le mie. A Tiflis, non mi torturarono. A quanto pare, pensavano che i tedeschi non sbagliano mai.

Dopo essere fuggito, Kamo incontrò Lenin a Parigi, e fu turbato nel sentire che "c'era stata una rottura" fra Lenin, Bogdanov, e Krasin. Kamo raccontò a Lenin del suo arresto e di come avesse simulato la pazzia quando era detenuto. Dopo aver lasciato Parigi, Kamo si ritrovò poi con Krasin e progettò un'altra rapina a mano armata. Kamo fu preso prima che avesse luogo la rapina, e tratto a giudizio a Tiflis nel 1913 per i suoi crimini tra cui la rapina alla banca di Tiflis. Questa volta, Kamo non simulò la follia durante la detenzione, ma in compenso finse di aver dimenticato tutto quello che gli era successo quando, in precedenza, era "pazzo". Il processo fu breve e Kamo subì quattro condanne a morte.
Apparentemente destinato al patibolo, Kamo poi — assieme a molti altri — ebbe la fortuna di vedersi commutata la sentenza in una lunga pena detentiva, nel quadro dei festeggiamenti per il tricentenario della Dinastia Romanov nel 1913. Kamo fu scarcerato dopo la Rivoluzione di febbraio nel 1917.

## Conseguenze

### Effetti sui bolscevichi
Ad eccezione di Kamo, nessuno degli organizzatori dovette neppure affrontare mai un processo, ed inizialmente non era chiaro chi fosse dietro la scorreria, ma dopo l'arresto di Kamo, Litvinov ed altri, il coinvolgimento dei bolscevichi divenne ovvio. I menscevichi si sentirono traditi e arrabbiati; la rapina dimostrava che il Centro Bolscevico agiva indipendentemente dal Comitato Centrale unificato e stava compiendo azioni esplicitamente proibite dal congresso del partito. Il capo dei menscevichi, Georgij Plechanov, propose la separazione dai bolscevichi. Julij Martov, collega di Plechanov, disse che il Centro Bolscevico era una via di mezzo tra un comitato centrale segreto di fazione e una banda criminale. Il comitato del partito di Tiflis espulse per rapina Stalin e parecchi altri membri. Le indagini del partito sulla condotta di Lenin furono ostacolate dai bolscevichi.
La rapina rese i bolscevichi meno popolari in Georgia e lasciarono i bolscevichi di Tiflis senza una dirigenza efficace. Dopo la morte per cause naturali di sua moglie Ekaterina Svanidze nel novembre 1907, Stalin tornò raramente a Tiflis. Altri capi bolscevichi in Georgia, come Mikhail Tskhakaya e Filipp Makharadze, si tennero per lo più lontani dalla Georgia dopo il 1907. Un altro importante bolscevico Step'an Šahowmyan, si trasferì a Baku. La popolarità dei bolscevichi a Tiflis continuò a crollare, e nel 1911 erano rimasti appena un centinaio di bolscevichi nella città.
La rapina rese il Centro Bolscevico più ampiamente impopolare tra i gruppi socialdemocratici europei. Il desiderio di Lenin di prendere le distanze dal retaggio della rapina può essere stato una delle cause della frattura tra lui, da una parte, e Bogdanov con Krasin dall'altra. Stalin si distanziò dalla banda di Kamo e non diede mai notorietà al suo ruolo nella rapina.

### Carriere successive
Dopo la Rivoluzione bolscevica dell'ottobre 1917, molti dei coinvolti nella rapina divennero importanti esponenti politici sovietici. Lenin finì per diventare il primo capo del governo sovietico, posto che mantenne fino alla sua morte nel 1924, seguito da Stalin come leader dell'Unione Sovietica fino alla propria morte nel 1953. Maxim Litvinov divenne un diplomatico sovietico, ricoprendo l'incarico di ministro degli esteri URSS (1930–1939). Leonid Krasin inizialmente abbandonò la politica dopo la separazione da Lenin del 1909, ma poi rientrò nei bolscevichi dopo la rivoluzione del 1917 e operò come rappresentante del commercio sovietico a Londra e come Commissario del Popolo per il commercio con l'estero fino alla sua morte nel 1926.
Dopo essere stato scarcerato, Kamo lavorò nell'ufficio dogana sovietico, secondo certe ricostruzioni perché era troppo instabile per lavorare nella polizia segreta. Morì nel 1922 in sella alla sua bicicletta, investito da un autocarro. Benché non ci siano prove di un atto doloso, qualcuno ha teorizzato che Stalin ordinò sua morte perché tenesse la bocca chiusa.

### Monumento
Piazza Erivansky, dove era avvenuta la rapina, fu rinominata Piazza Lenin dalle autorità sovietiche nel 1921, e nel 1956 fu eretta in suo onore una grande statua. Malgrado che fosse stato condannato per una sanguinosa rapina, Kamo fu originariamente sepolto nei giardini Puškin presso la stessa piazza, con tanto di monumento in suo onore. Creato dallo scultore Jakov Ivanovič Nikoladze, fu rimosso durante il regime di Stalin, ed i resti di Kamo furono spostati altrove. La statua di Lenin fu abbattuta nell'agosto 1991 — uno dei momenti finali dell'Unione Sovietica — e sostituita dal Monumento alla Libertà nel 2006. Il nome della piazza fu cambiato da Piazza Lenin a Piazza della Libertà nel 1991.